# Anta de Pavia
Pour les articles homonymes, voir Anta (homonymie).
Anta de Pavia, connu également sous le nom de Capela de São Dinis (« Chapelle de Saint Denis ») est un dolmen datant du Néolithique situé près de la municipalité de Mora, dans le district d'Évora, en Alentejo.

## Situation
Le mégalithe est situé dans la freguesia de Pavia (pt), à environ 15 km au sud-est de Mora, à proximité du Bairro Coelho Lopes.

## Description
Le dolmen mesure 4,30 m de diamètre pour une hauteur de 3,30 m.

## Histoire
Au XVIIe siècle, le dolmen est christianisé et transformé en chapelle dédiée à saint Denis.
Le dolmen est déclaré Monumento Nacional en 1910.